# Richard Schoen
Richard Melvin Schoen, nacido el 23 de octubre de 1950 en Celina, Ohio, es un matemático estadounidense. Su nombre se pronuncia "Shane", quizás como un reflejo del dialecto regional hablado por algunos de sus antepasados alemanes.

## Vida académica
Se graduó en 1968 de Fort Recovery High School. Recibió su doctorado en 1977 de la Universidad de Stanford bajo la dirección de Leon M. Simon, con una tesis titulada Teoremas de existencia y regularidad para algunos problemas de variación geométrica. Schoen actualmente tiene la Cátedra de Excelencia en la Universidad de California en Irvine.

## Contribuciones
Richard Schoen ha estudiado el uso de técnicas analíticas dentro de la geometría diferencial. En 1979, con su antiguo supervisor de doctorado, Shing-Tung Yau, demostró el teorema de la masa positiva, fundamental dentro de la relatividad general. En 1983, recibió el Premio MacArthur, y en 1984, obtuvo una solución completa para la conjetura de Yamabe en variedades compactas. Este trabajo combina nuevas técnicas con ideas desarrolladas en trabajos previos con Yau, y resultados parciales de Thierry Aubin y Neil Trudinger. El teorema resultante de este trabajo afirma que toda métrica de Riemann en una variedad cerrada puede ser modificada conformemente (es decir, multiplicada por una función escalar positiva adecuada) para producir una métrica de curvatura escalar constante. 
En 2007, Simon Brendle y Richard Schoen probaron el teorema de las esferas diferenciables, un resultado primordial en el estudio de las variedades de curvatura seccional positiva. También ha hecho contribuciones fundamentales a la teoría de la regularidad de superficies mínimas y armónicas.

## Premios y distinciones
Por su trabajo en el problema Yamabe, Schoen recibió el premio Bôcher en 1989. Se unió a la Academia Americana de las Artes y las Ciencias en 1988 y se unió a la Academia Nacional de Ciencias en 1991. Consiguió una beca Guggenheim en 1996.
En 2012, se convirtió en miembro de la American Mathematical Society, de la cual en 2015 fue elegido Vicepresidente.
Fue orador invitado en el Congreso Internacional de Matemáticos, ICM, en 1986 en Berkeley (New Developments in the theory of geometric partial differential equations)) y 1983 en Varsovia (Minimal surfaces and positive scalar curvature). En 2010 pronunció un discurso plenario en el Congreso Internacional de Matemáticos en Hyderabad (Riemannian manifolds of positive curvature).
En enero de 2017 recibió el Premio Wolf junto a Charles Fefferman. Ese mismo año también recibió el Premio Schock y la Medalla Lobachevski

## Obras seleccionadas
- Schoen, Richard M.; Simon, Leon; Yau, Shing-Tung (1975), «Curvature estimates for minimal hypersurfaces», Acta Mathematica 134 (3-4): 275-288, MR 423263, doi:10.1007/bf02392104.
- Schoen, Richard M.; Yau, Shing-Tung (1979), «On the proof of the positive mass conjecture in general relativity», Communications in Mathematical Physics 65 (1): 45-76, Bibcode:1979CMaPh..65...45S, MR 526976, doi:10.1007/bf01940959.
- Fischer-Colbrie, Doris; Schoen, Richard M. (1980), «The structure of complete stable minimal surfaces in 3-manifolds of nonnegative scalar curvature», Communications on Pure and Applied Mathematics 33 (2): 199-211, MR 562550, doi:10.1002/cpa.3160330206.
- Schoen, Richard M.; Yau, Shing-Tung (1981), «Proof of the positive mass theorem. II», Communications in Mathematical Physics 79 (2): 231-260, Bibcode:1981CMaPh..79..231S, MR 612249, doi:10.1007/bf01942062.
- Schoen, Richard M.; Uhlenbeck, Karen (1982), «A regularity theory for harmonic maps», Journal of Differential Geometry 17 (2): 307-335, MR 664498.
- Schoen, Richard M. (1984), «Conformal deformation of a Riemannian metric to constant scalar curvature», Journal of Differential Geometry 20 (2): 479-495, MR 788292.
- Gromov, Mikhael; Schoen, Richard M. (1992), «Harmonic maps into singular spaces and p-adic superrigidity for lattices in groups of rank one», Institut des Hautes Études Scientifiques. Publications Mathématiques 76: 165-246, MR 1215595, doi:10.1007/bf02699433.
- Schoen, Richard M.; Wolfson, Jon (2001), «Minimizing area among Lagrangian surfaces: the mapping problem», Journal of Differential Geometry 58 (1): 1-86, MR 1895348.
- Brendle, Simon; Schoen, Richard M. (2009), «Manifolds with 1/4-pinched curvature are space forms», Journal of the AMS 22 (1): 287-307, Bibcode:2009JAMS...22..287B, MR 2449060, doi:10.1090/s0894-0347-08-00613-9.